# Federación Española de Fútbol
Real Federación Española de Fútbol, zkráceně RFEF, je řídící orgán fotbalu ve Španělsku. RFEF byla založena 29. září 1913, sídlí v Las Rozas, obci poblíž Madridu. Pod její vedení spadá reprezentace mužů, reprezentace žen, reprezentace ve futsalu a reprezentace v plážovém fotbalu. Prezidentem je Rafael Louzán.
Od roku 2023 má federace 30 188 registrovaných klubů a 1 248 511 registrovaných fotbalových hráčů.